# Новицкий, Михаил Александрович
Михаи́л Алекса́ндрович Нови́цкий (30 апреля 1853 — после 1917) — земский начальник, член III Государственной думы от Орловской губернии.
Православный. Потомственный дворянин. Землевладелец Малоархангельского уезда (240 десятин).

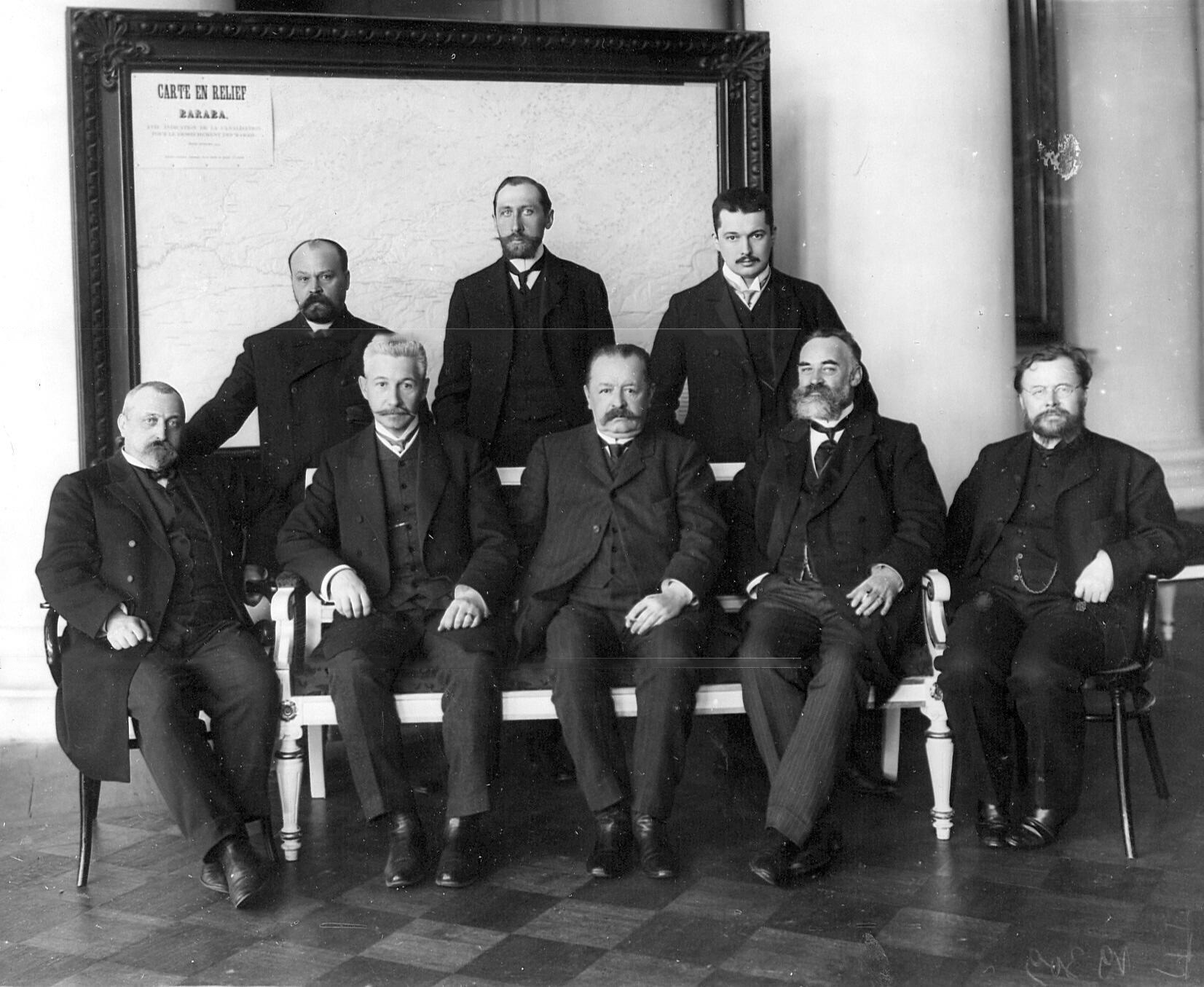
Депутаты Государственной думы Российской империи III созыва от Орловской губернии. Стоят: Рубцов Ф. В., Володимеров С. А., Тенишев В. В.; сидят: Ветчинин В. Г., Меньшиков И. А., Васич Н. В., Новицкий М. А., Потулов В. А.

По окончании 3-го военного Александровского училища в 1880 году, выпущен был офицером в 28-ю артиллерийскую бригаду, где прослужил до 1885 года.
Выйдя в запас в чине поручика, занялся ведением интенсивного хозяйства в своем имении. Владел винокуренным заводом. С 1890 года избирался гласным уездного, а с 1894 года — и губернского земских собраний. В 1891—1906 годах был земским начальником 6-го участка Малоархангельского уезда, а затем — непременным членом уездной землеустроительной комиссии. Из наград имел ордена св. Анны 3-й степени и св. Станислава 2-й степени (1903), а также медаль в память переписи 1897 года. Кроме того, состоял почетным мировым судьей (с 1906) и почетным попечителем Дросковской пожарной дружины. Был членом Союза 17 октября.
В 1907 году был избран членом III Государственной думы от Орловской губернии. Входил во фракцию октябристов, с 3-й сессии — в группу правых октябристов. Состоял членом комиссий: земельной, по переселенческому делу, сельскохозяйственной, по судебным делам и бюджетной.
В 1917 году прислал в Государственную думу приветствие в связи с победой Февральской революции. Дальнейшая судьба неизвестна. Был женат.